# Liste de dictateurs romains
Cette liste de dictateurs romains, non exhaustive, donne les noms d'hommes politiques romains qui ont occupé la dictature durant la République, ainsi que les noms des maîtres de cavalerie qu'ils se sont adjoints.
Pour des articles plus généraux, voir Dictateur (Rome antique) et Maître de cavalerie.

## Liste de dictateurs romains et de leurs maîtres de cavalerie

### VIesiècleav. J.-C.
| An av. J.-C. | Dictateur            | Maître de cavalerie        | Commentaires/Motif de nommination                                                                   | Tite-Live, Histoire romaine |
| ------------ | -------------------- | -------------------------- | --------------------------------------------------------------------------------------------------- | --------------------------- |
| 501          | Titus Larcius Flavus | Spurius Cassius Vecellinus | En 498 d'après Denys d'Halicarnasse Nommer pour faire face aux Latins et éventuellement aux Sabins. | II, 18                      |

### Vesiècleav. J.-C.
| An av. J.-C. | Dictateur                        | Maître de cavalerie          | Commentaires/Motif de nommination                                                                      | Tite-Live, Histoire romaine |
| ------------ | -------------------------------- | ---------------------------- | --- | --------------------------- |
| 499          | Aulus Postumius Albus            | Titus Aebutius Helva         | En 496 d'après Denys d'Halicarnasse Guerre contre les Latins (victoire du lac Régille).                | II, 19                      |
| 494          | Manius Valerius Volusus          | Quintus Servilius Priscus    | Mobiliser des troupes lors de la première sécession de la plèbe pour faire face aux Èques et Volsques. | II, 30                      |
| 458          | Lucius Quinctius Cincinnatus I   | Lucius Tarquitius            | Guerre contre les Èques (écrase l'ennemi, triomphe et abdique en 16 jours).                            | III, 26                     |
| 439          | Lucius Quinctius Cincinnatus II  | Caius Servilius Ahala        | Juger Spurius Maelius coupable d'aspirer à la royauté                                                  | IV, 13                      |
| 437          | Mamercus Aemilius Mamercinus I   | Lucius Quinctius Cincinnatus | Guerre contre Fidènes                                                                                  | IV, 17                      |
| 435          | Quintus Servilius Fidenas I      | Postumius Aebutius Helva     | Guerre contre Véies (Prise de Fidènes)                                                                 | IV, 21                      |
| 434          | Mamercus Aemilius Mamercinus II  | Aulus Postumius Tubertus     | Faire éventuellement face aux Étrusques unis                                                           | IV, 23                      |
| 431          | Aulus Postumius Tubertus         | Lucius Iulius Iullus         | Repousser l'attaque des Èques et des Volsques                                                          | IV, 26                      |
| 426          | Mamercus Aemilius Mamercinus III | Aulus Cornelius Cossus       | Guerre contre Véies et Fidènes (prise de cette ville)                                                  | IV, 31                      |
| 418          | Quintus Servilius Fidenas II     | Caius Servilius              | Guerre contre les Èques                                                                                | IV, 46                      |
| 408          | Publius Cornelius Rutilus        | Caius Servilius Structus     | Guerre contre les Volsques                                                                             | IV, 57                      |

### IVesiècleav. J.-C.
| An av. J.-C. | Dictateur                                  | Maître de cavalerie             | Commentaires/Motif de nommination                                                                        | Tite-Live, Histoire romaine |
| ------------ | ------------------------------------------ | ------------------------------- | --- | --------------------------- |
| 396          | Marcus Furius Camillus I                   | Publius Cornelius Maluginensis  | Assiéger et prendre Véies                                                                                | V, 19                       |
| 390          | Marcus Furius Camillus II                  | Lucius Valerius Potitus         | Délivrer Rome des Gaulois de Brennus                                                                     | V, 46                       |
| 389          | Marcus Furius Camillus III                 | Caius Servilius Ahala (-389)    | Faire face aux Étrusques et aux Volsques                                                                 | VI, 2                       |
| 385          | Aulus Cornelius Cossus                     | Titus Quinctius Cincinnatus     | Vaincre les Volsques et arrêter Marcus Manlius Capitolinus                                               | VI, 11                      |
| 380          | Titus Quinctius Cincinnatus                | Aulus Sempronius Atratinus (es) | Mobiliser une armée lors d'une insurrection de la plèbe et repousser les Prénestins                      | VI, 28                      |
| 368          | Marcus Furius Camillus IV                  | Lucius Aemilius Mamercinus      | Lutter contre le vote des lois licinio-sextiennes                                                        | VI, 38                      |
| 368          | Publius Manlius Capitolinus                | Caius Licinius Calvus           | Mettre fin au blocage politique qui dure depuis 10 ans                                                   | VI, 38                      |
| 367          | Marcus Furius Camillus V                   | Titus Quinctius Pennus          | Faire face à une horde gauloise                                                                          | VI, 42                      |
| 363          | Lucius Manlius Capitolinus                 | Lucius Pinarius Nata            | Nommé pour enfoncer un clou, rituel religieux expiatoire                                                 | VII, 3                      |
| 362          | Appius Claudius Crassus Inregillensis (en) | ?                               | Expédition contre les Herniques                                                                          | VII, 6                      |
| 361          | Titus Quinctius Poenus                     | Servius Cornelius Maluginensis  | Guerre contre les Gaulois ou organiser les élections consulaires                                         | VII, 9                      |
| 360          | Quintus Servilius Ahala                    | Titus Quinctius Poenus          | Guerre contre les Gaulois et les Tiburtins                                                               | VII, 11                     |
| 358          | Caius Sulpicius Peticus                    | Marcus Valerius Valerius        | Guerre contre les Gaulois                                                                                | VII, 12                     |
| 356          | Caius Marcius Rutilus                      | Caius Plautius Proculus         | Guerre contre Tarquinies                                                                                 | VII, 17                     |
| 353          | Titus Manlius Imperiosus I                 | Aulus Cornelius Cossus          | Guerre contre Caere (paix rapidement accordée)                                                           | VII, 19                     |
| 352          | Caius Iulius Iullus (en)                   | Lucius Aemilius Mamercinus      | Faire face à une coalition étrusque (qui ne se formera pas)                                              | VII, 21                     |
| 351          | Marcus Fabius Ambustus                     | Quintus Servilius Ahala         | Organiser les élections censoriales et consulaires et empêcher l'élection de plébéiens (sans succès)     | VII, 22                     |
| 350          | Lucius Furius Camillus (ru) I              | Publius Cornelius Scipio        | Organiser les élections consulaires                                                                      | VII, 24                     |
| 349          | Titus Manlius Imperiosus II                | Aulus Cornelius Cossus          | Repousser une attaque grecque ou syracusaine                                                             | VII, 26                     |
| 345          | Lucius Furius Camillus (ru) II             | Cnaeus Manlius Capitolinus      | Guerre contre les Aurunces                                                                               | VII, 28                     |
| 344          | Publius Valerius Poplicola                 | Quintus Fabius Ambustus         | Célébrer des rituels religieux expiatoires                                                               | VII, 28                     |
| 342          | Marcus Valerius Corvus                     | Lucius Aemilius Mamercinus      | Vaincre une armée mutinée (réconciliation)                                                               | VII, 39                     |
| 340          | Lucius Papirius Crassus                    | Lucius Papirius Cursor          | Guerre contre les Antiates                                                                               | VIII, 12                    |
| 339          | Quintus Publilius Philo                    | Decimus Iunius Brutus           | Combattre les Latins révoltés                                                                            | VIII, 12                    |
| 337          | Caius Claudius Crassus                     | Caius Claudius Hortator         | Porter secours aux Aurunces contre les Sidicins (les augures jugent irrégulière l'élection : abdication) | VIII, 15                    |
| 335          | Lucius Aemilius Mamercinus I               | Quintus Publilius Philo         | Organiser les élections consulaires                                                                      | VIII, 16                    |
| 334 à 333    | Publius Cornelius Rufinus                  | Marcus Antonius                 | Guerre contre les Samnites (les augures jugent l'élection irrégulière : abdication)                      | VIII, 17                    |
| 332          | Marcus Papirius Crassus                    | Publius Valerius Publicola      | Guerre contre les Gaulois (qui n'a pas lieu)                                                             | VIII, 17                    |
| 331          | Cnaeus Quinctilius Varus                   | Lucius Valerius Potitus         | Nommé pour planter un clou, rituel religieux expiatoire                                                  | VIII, 18                    |
| 327          | Marcus Claudius Marcellus                  | Spurius Postumius Albinus       | Présider les élections consulaires (les augures ont jugé irrégulière cette élection : abdication)        | VIII, 23                    |
| 324          | Lucius Papirius Cursor I                   | Quintus Fabius Maximus          | Guerre contre les Samnites                                                                               | VIII, 29                    |
| 322          | Aulus Cornelius Cossus                     | Marcus Fabius Ambustus          | Guerre contre les Samnites ou donner le départ de la course de quadriges                                 | VIII, 38                    |
| 321          | Quintus Fabius Ambustus                    | Publius Aelius Paetus           | Organiser les élections consulaires (nomination invalidée)                                               | IX, 7                       |
| 321          | Marcus Aemilius Barbula                    | Lucius Valerius Flaccus         | Organiser les élections consulaires (en vain)                                                            | IX, 7                       |
| 320          | Lucius Cornelius Lentulus                  | Lucius Papirius Cursor II       | Guerre contre les Samnites                                                                               | IX, 15                      |
| 316          | Lucius Aemilius Mamercinus II              | Lucius Fulvius Curvus           | Guerre contre les Samnites                                                                               | IX, 21                      |
| 315          | Quintus Fabius Maximus I                   | Quintus Aulius Cerretanus       | Guerre contre les Samnites                                                                               | IX, 22                      |
| 314          | Caius Maenius II                           | Marcus Folius Flaccinator I     | Diriger des enquêtes à Capoue puis à Rome pour découvrir des conjurations                                | IX, 26                      |
| 313          | Caius Poetelius Libo                       | Marcus Folius Flaccinator II    | Guerre contre les Samnites ou planter un clou, rituel religieux expiatoire                               | IX, 28                      |
| 312          | Caius Iunius Bubulcus I                    | ?                               | Guerre contre les Étrusques                                                                              | IX, 28                      |
| 309          | Lucius Papirius Cursor III                 | Caius Iunius Bubulcus           | Guerre contre les Samnites                                                                               | IX, 38                      |
| 306          | Publius Cornelius Scipio                   | Publius Decius Mus              | Organiser les élections consulaires                                                                      | IX, 44                      |
| 302          | Caius Iunius Bubulcus II                   | Marcus Titinius                 | Guerre contre les Èques et les Salentins                                                                 | X, 1                        |
| 301          | Marcus Valerius Corvus                     | Marcus Aemilius Paullus         | Guerre contre les Marses et les Étrusques                                                                | X, 3                        |

### IIIesiècleav. J.-C.
| An av. J.-C. | Dictateur                  | Maître de cavalerie           | Commentaires/Motif de nommination                                                                     | Tite-Live, Histoire romaine |
| ------------ | -------------------------- | ----------------------------- | --- | --------------------------- |
| 292          | Appius Claudius Caecus I   | ?                             | |                             |
| 287          | Quintus Hortensius         |                               | Ramener la plèbe écrasée de dettes qui s'est retirée sur le Janicule dans Rome                        | Periochae, XI               |
|              | Appius Claudius Caecus II  |                               | |                             |
| 280          | Cnaeus Domitius Calvinus   |                               | |                             |
| 276          | Publius Cornelius Rufinus  |                               | |                             |
| 263          | Cnaeus Fulvius Maximus     | Quintus Marcius Philippus ?   | |                             |
| 257          | Quintus Ogulnius Gallus    | Marcus Laetorius Plancianus ? | |                             |
| 249          | Marcus Claudius Glicia     | Lucius Caecilius Metellus ?   | Guerre contre Carthage (c'est un affranchi, forcé d'abdiquer)                                         | Periochae, XIX              |
| 249          |                            | Aulus Atilius Calatinus       | Guerre contre Carthage                                                                                | Periochae, XIX              |
| 246          | Tiberius Coruncanius       | Marcus Fulvius Flaccus ?      | |                             |
| 231          | Caius Duilius              | Caius Aurelius Cotta ?        | |                             |
| 224          | Lucius Caecilius Metellus  | Numerius Fabius Buteo ?       | |                             |
| 221          | Quintus Fabius Maximus I   | Caius Flaminius Nepos ?       | |                             |
| 217          | Quintus Fabius Maximus II  | Marcus Minicius Rufus         | Fortifier et protéger Rome après la défaite de Trasimène                                              | XXII, 8                     |
| 217          | Lucius Veturius Philo      | Marcus Pomponius Matho        | Présider les élections consulaires (vice dans leur nomination : abdication)                           | XXII, 33                    |
| 216          | Marcus Iunius Pera         | Tiberius Sempronius Gracchus  | Lever des troupes après la terrible défaite de Cannes et présider les élections consulaires           | XXII, 57                    |
| 216          | Marcus Fabius Buteo        | Aucun                         | | XXIII, 22                   |
| 213          | Caius Claudius Centho      | Quintus Fulvius Flaccus       | Organiser les élections consulaires                                                                   | XXV, 2                      |
| 210          | Quintus Fulvius Flaccus    | Publius Licinius Crassus      | Organiser les élections consulaires                                                                   | XXVII, 5                    |
| 208          | Titus Manlius Torquatus    | Caius Servilius Geminus       | Célébrer les Grands Jeux et organiser les élections consulaires                                       | XXVII, 33                   |
| 207          | Marcus Livius Salinator    | Quintus Caecilius Metellus    | Organiser les élections consulaires                                                                   | XXVIII, 10                  |
| 205          | Quintus Caecilius Metellus | Lucius Veturius Philo (en)    | Organiser les élections consulaires                                                                   | XXIX, 11                    |
| 203          | Publius Sulpicius Galba    | Marcus Servilius Pulex        | Rappeler un consul en Italie grâce à ses pouvoirs supérieurs et régler le sort des villes traîtresses | XXX, 24                     |
| 202          | Caius Servilius Geminus    | Publius Aelius Paetus         | Célébrer les Grands Jeux de Cérès                                                                     | XXX, 39                     |

### IIesiècleav. J.-C.
Aucun dictateur n'est nommé à Rome durant le IIe siècle av. J.-C.

### Iersiècleav. J.-C.
| An av. J.-C.   | Dictateur              | Maître de cavalerie     | Commentaires/Motif de nommination                                                           |
| -------------- | ---------------------- | ----------------------- | ------------------------------------------------------------------------------------------- |
| fin 82 à mi 81 | Lucius Cornelius Sulla | Lucius Valerius Flaccus | Dictator - rei publicae constituendae causa, durée illimitée, abdication au bout de 6 mois. |

| An av. J.-C. | Dictateur               | Maître de cavalerie        | Commentaires/Motif de nommination                                         |
| ------------ | ----------------------- | -------------------------- | ------------------------------------------------------------------------- |
| fin 49       | Caius Julius Caesar I   |                            | Pour organiser les élections consulaires, abdication au bout de 11 jours. |
| pour 47      | Caius Julius Caesar II  | Marcus Antonius            | Pour un an.                                                               |
| mi 46        | Caius Julius Caesar III | Marcus Aemilius Lepidus I  | Pour dix ans.                                                             |
| début 44     | Caius Julius Caesar IV  | Marcus Aemilius Lepidus II | Dictator perpetuus, durée illimitée.                                      |